# Alessio Deledda
Alessio Deledda (* 10. Dezember 1994 in Rom) ist ein italienischer Automobilrennfahrer. Er fährt seit 2022 in der DTM.

## Karriere
Im Gegensatz zu vielen anderen Automobilrennfahrern startete Deledda nicht im Kartsport. 2017 fuhr er in der Italienischen Superstock 600 Motorradmeisterschaft. Aufgrund mangelnden Erfolges wechselte Deledda in den Automobilrennsport.
2018 startete Deledda in der italienischen Formel-4-Meisterschaft. Sein bestes Einzelergebnis war der 17. Platz, womit er in der Saison keine Punkte erzielen konnte und den 39. Platz in der Meisterschaft belegte.
Im darauffolgenden Jahr stieg Deledda in die FIA-Formel-3-Meisterschaft mit dem Team Campos Racing auf. Er beendete die Saison auf dem 29. Platz ohne Punktgewinn. Er fuhr zudem in der FIA Central European Zone F3-Meisterschaft, in welcher er einen Sieg einfahren konnte. 2020 blieb er bei Campos Racing in der FIA-Formel-3-Meisterschaft, allerdings konnte er erneut keine Punkte gewinnen.
Trotz des ausbleibenden Erfolges bekam er 2021 ein Cockpit in der FIA-Formel-2-Meisterschaft beim Team HWA-Racelab. Beim Qualifying in Monaco war er über sechs Sekunden langsamer als der schnellste Fahrer, womit er die 107%-Regel nicht erfüllte. Trotzdem durfte er am Rennen teilnehmen. Er schloss die Saison auf dem 25. Platz ohne Punkteplatzierung ab.
Im Februar 2022 wurde er als Fahrer von Grasser Racing mit einem Lamborghini in der DTM bestätigt. Er erreichte in der Saison als bestes Ergebnis einen 10. Platz im letzten Rennen in Hockenheim, was einen Meisterschaftspunkt und Platz 26 in der Abschlusstabelle bedeutete. In der Saison 2023 fuhr er weiterhin Lamborghini und wechselt er innerhalb der DTM zum Team SSR Performance. Die Saison beendete er auf dem 32. Rang in der Gesamtwertung, wobei er keine Punkte erzielen konnte. Sein Vertrag wurde nicht verlängert.

## Kontroversen
Im November 2020 teilte er ein Video auf Social Media, in welchem er mit überhöhter Geschwindigkeit auf italienischen Straßen zu sehen war. Er ignorierte sowohl Geschwindigkeitsbegrenzungen als auch generell die Verkehrsregeln. Für dieses Verhalten wurde er von verschiedenen Experten, wie dem ehemaligen Formel-1-Fahrer Giedo van der Garde, kritisiert. Deledda entschuldigte sich für den Vorfall.